# Dick Lowry
Dick Lowry (* 15. September 1944 in Oklahoma) ist ein US-amerikanischer Regisseur und Produzent.
Dick Lowry ist bekannt als Regisseur zahlreicher Fernsehproduktionen, die vor allem im Genre des Katastrophenfilms angesiedelt sind. Sein Schaffen umfasst 63 Produktionen, zuletzt trat er 2011 als Regisseur in Erscheinung. Er produzierte rund ein Dutzend seiner Filme selbst.
Sein Bruder Hunt Lowry ist als Produzent im Filmgeschäft tätig. Seine Schwester Junie Lowry-Johnson ist eine preisgekrönte Casting Regisseurin.

## Filmografie (Auswahl)
- 1979: Buck Rogers (Buck Rogers in the 25th Century, Fernsehserie, drei Episoden)
- 1980: Der beste Spieler weit und breit: Sein größtes Spiel (Kenny Rogers as The Gambler)
- 1980: Die Jayne Mansfield Story (The Jayne Mansfield Story)
- 1981: Auf der Suche nach dem kleinen Glück (A Few Days in Weasel Creek)
- 1981: Engelsstaub ist tödlich (Angel Dusted)
- 1983: Das ausgekochte Schlitzohr III (Smokey and the Bandit Part 3)
- 1983: Der beste Spieler weit und breit: Sein größtes Abenteuer (Kenny Rogers as The Gambler: The Adventure Continues)
- 1984: Goldjagd (Wet Gold)
- 1986: Dream West – Das abenteuerliche Leben des John Charles Fremont (Dream West)
- 1987: Der beste Spieler weit und breit: Sein größter Sieg (Kenny Rogers as The Gambler, Part III: The Legend Continues)
- 1988: FBI: Schonungslos (In the Line of Duty: The FBI Murders)
- 1989: Alabama – Saat des Hasses (Unconquered)
- 1990: Drei Frauen für Archie (Archie: To Riverdale and Back Again)
- 1990: Katastrophenflug 243 (Miracle Landing)
- 1991: Der beste Spieler weit und breit: Sein höchster Einsatz (The Gambler Returns: The Luck of the Draw)
- 1992: Bandenkrieg (In the Line of Duty: Street War)
- 1992: Bis daß ein Mord uns scheidet (A Woman Scorned: The Betty Broderick Story)
- 1995: Ein Pferd für Danny (A Horse for Danny)
- 1995: Konvoi des Schreckens (In the Line of Duty: Hunt for Justice)
- 1996: Alf – Der Film (Project: ALF, Fernsehfilm)
- 1996: Einsatz in der Flammenhölle (Smoke Jumpers)
- 1996: Bankraub – Die Spur führt in den Tod (In the Line of Duty: Blaze of Glory)
- 1996: Zur Lüge gezwungen (Forgotten Sins)
- 1997: Letztes Gefecht am Saber River (Last Stand at Saber River)
- 1998: Mr. Murder – Er wird dich finden … (Mr. Murder)
- 1999: Countdown ins Chaos (Y2K)
- 1999: Verhängnisvolle Vergangenheit (A Murder on Shadow Mountain)
- 1999: Zugfahrt ins Jenseits (Atomic Train)
- 2001: Attila – Der Hunne (Attila)
- 2004: Category 6 – Der Tag des Tornado (Category 6: Day of Destruction)
- 2005: Category 7 – Das Ende der Welt (Category 7: The End of the World)
- 2011: Jesse Stone: Verlorene Unschuld (Jesse Stone: Innocents Lost)